# No Reason
Pour l'épisode de série télévisée, voir House à terre.
Singles de Sum 41
Some Say Underclass Hero
Pistes de Chuck
Intro We're All to Blame
No Reason est la deuxième piste de l'album Chuck du groupe canadien Sum 41. Il est sorti comme single seulement en Europe et aux États-Unis, Some Say sortant au même moment au Canada et au Japon. Lors d'un sondage en ligne, No Reason fut élue meilleure chanson de Sum 41. Il s'agit du seul single de Sum 41 a n'avoir pas eu de clip.

## Anecdote
Sum 41 fait une apparition dans le film Dirty Love et y jouent ce morceau.